# لوکاش دلوهی
 لوکاش دلوهی (انگلیسی: Lukáš Dlouhý؛ زادهٔ ۹ آوریل ۱۹۸۳) یک تنیس‌باز اهل جمهوری چک است. 